# 日向ゆきこ
日向 ゆきこ（ひなた ゆきこ、12月15日 - ）は、日本の女性声優。福岡県出身。ぷろだくしょんバオバブ所属。

## 経歴
テレビアニメ『らんま1/2』がきっかけで声優を目指した。
小寺麻未、池田果奈子、江頭浩司と声優ユニット「おしゃもじ」を組んでいた。

## 人物
方言は福岡弁、北九州弁、小倉弁。
特技は爬虫類やカエルとのふれあい。趣味は植物や野菜を育てる、珍しい生き物の飼育、野球観戦。
資格は基本情報技術者試験、ビジネス能力検定試験。

## 出演

### テレビアニメ
- SDガンダム三国伝 Brave Battle Warriors（村の子供）
- MTV EXIT presents INTERSECTION
- クレヨンしんちゃん（女の子A）
- ドラえもん（テレビ朝日版第2期）（村長の孫、小さい子、男の子、チビッコ(1)、子ども(1)）
- SKET DANCE（女子A）
- 銀魂.（一子）
- ゾンビランドサガ リベンジ（禿 ゐ、子供A）
- しまじろうのわお!（縞野しまと）

### ゲーム
- Tartaros-タルタロス-（アリシア、マードック 他）
- 武装神姫 BATTLE RONDO（フェレット型MMS パーティオ）

### 吹き替え
アニメ
- おかしなガムボール（アナイス・ワタソン）
- ガーフィールド・ショー（ヘザー）
- 忍者ハットリくん（ハットリシンゾウ）[5]

海外ドラマ
- 私立探偵ヴァルグ
- 続ハリーズ・ロー 裏通り事務所
- テラノバ/Terra Nova（ゾーイ・シャノン）
- ビバリーヒルズ高校白書（ミシェル）
- ユーリカ シーズン3（カイリー）

映画
- 英国王のスピーチ（マーガレット・ローズ）

海外Youtuber
- MrBeast(Jimmy Donaldson)

### ラジオ
- おしゃべりおしゃもじの炊きたてラジオ!!!（ココログ：2010年12月5日 - 2012年3月4日）
- 日向ゆきこのnever give apple；（ちょあへよ.com：2012年4月2日 - ）

### ナレーション
- ジュエルペット玩具（TVCM） 紅玉
- ジュエルペット玩具（店頭CM）

### イベント
- おしゃもじ祭 ～みんなの夢が世界を創るよ～（DRESS　AKIBA　HALL 2011年12月2日）